# أحمد السهيل
أحمد السهيل (بالإنجليزية: Ahmed Al-Suhail)‏؛ مواليد 31 أكتوبر 1988 في الدمام، السعودية، هو لاعب كرة قدم سعودي يلعب لنادي العين.
كانت بداياته مع الاتفاق و لعب بعدها لأندية التعاون والصقور والنجمة ونجران و عاد في عام 2015 إلى نادي التعاون و في عام 2016 عاد إلى نادي نجران و وقع مع نادي النجوم في عام 2018 و عاد إلى نادي نجران في عام 2019 و وقع مع نادي الفيحاء في صيف 2020و انتقل إلى نادي العين في صيف 2021.

## روابط خارجية
- أحمد السهيل على موقع قاعدة بيانات كرة القدم.إي يو (الإنجليزية)
- أحمد السهيل على موقع Soccerway.com (الإنجليزية)
- أحمد السهيل على موقع كووورة